# 2010年冬季残疾人奥林匹克运动会捷克代表团
2010年冬季残疾人奥林匹克运动会捷克代表团是捷克派出的2010年冬季残疾人奥林匹克运动会代表团。获得1枚铜牌。